# 侏羅山脈 (月球)

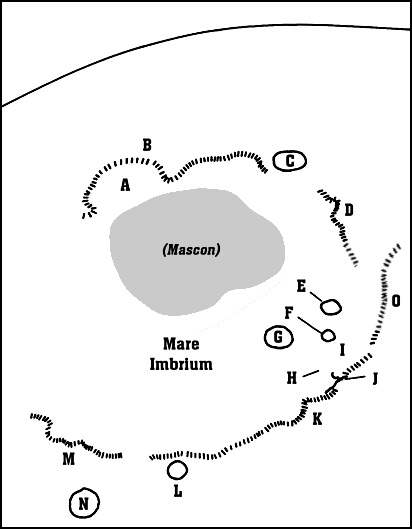
雨海地质特征详图. 侏罗山脉被标注为 B.

侏罗山脉（Montes Jura）是月球近地面西北部的一座山脉，其区域的月面座标为47.1°N34.0°W，直径422公里，山脉高约6100米，它被以坐落在法国东部、瑞士西部的侏罗山脉命名。
该山脉环绕雨海西北边缘的虹湾，构成了一个悦目的半圆。山脉西南端朝东的一角较钝，被称为“赫拉克利德岬”或“赫拉克利德角”，而东北端朝西的一角较尖，称作“拉普拉斯岬”。上弦月后，月球昼夜线会移近该山脉两到三晚，当阳光直射群峰顶端时，则产生出一连串被描述为“宝石弯刀”般
的亮点。
在遥远的过去，该山脉曾是一直径260公里的环形山的外壁，该环形山的西南面后来逐渐消失，其内部也被玄武岩熔岩填塞。最终，山脉朝月海一侧几近为平坦的平原，而背面一侧则被并入到另一崎岖不规则的区域。山脉区唯一引人注目的陨石坑则是比安基尼陨石坑，横跨山脉西北偏北的弧形部分，往西一点是夏普陨石坑，往西北是已坍塌的莫佩尔蒂陨石坑。
彼得·格瑞高（Peter Grego）曾描绘月球中“月亮姑娘”的塑像，可看到赫拉克利德岬是她的脸部轮廓，西边的丘陵是她的头发、侏罗山脉是她的躯体。当在北半球从双筒望远镜观看时，她的形象呈现上下颠倒。